# Willigis
Willigis (Schöningen, 940-Maguncia, 23 de febrero de 1011), fue un obispo alemán, quien ordenó la construcción de la Catedral de Maguncia, en el 975. Fue, además archicanciller del Sacro Imperio Romano Germánico, para el emperador Otón II. Es venerado como santo por la Iglesia católica y su memoria litúrgica se celebra el 23 de febrero.

## Hagiografía
Willigis nació en Schöningen, en el Ducado de Sajonia, del Sacro Imperio, en el 940. Era hijo de campesinos libres. Recibió una buena educación y se hizo un hombre de amistades importantes, gracias a su educación.

### Carrera eclesiástica
Inició como sacerdote y luego, en el 975, fue nombrado arzobispo de Maguncia, por el emperador Otón II. Sus orígenes humildes le valieron problemas con la jerarquía eclesiástica, pero logró astutamente ser confirmado por el Papa Benedicto VII, como obispo metropolitano.
Se dice que en enero del 976, consagró su primer obispo, siendo éste el sacerdote Dětmar. La ceremonia se realizó en Brumath, quedando así la sede de Praga sometida a la de Maguncia.

#### Obras
Fue el artífice de la Catedral de Maguncia, que se inició a construir en el mismo año de su elección como arzobispo de la ciudad. La catedral debía ilustrar el significado y la posición del arzobispado de Maguncia en el imperio y en la iglesia en su conjunto, y ser la catedral estatal del Sacro Imperio Romano Germánico. Razones pastorales no subyacen en su concepción. La catedral era tan grande que en ese momento todos los ciudadanos de la ciudad habrían encontrado un lugar en ella. Fue el primer edificio de este tamaño al norte de los Alpes.
Según otra opinión, el inicio de la construcción está fechado alrededor del año 998. En el año 997 el emperador Otón III, que se había peleado con Willigis, había obtenido un indulto del Papa. Esto hizo imposible que el arzobispo de Maguncia celebrara la misa en la Iglesia de la Coronación de los Reyes Alemanes en Aquisgrán, que pertenecía a la diócesis de Lieja y por lo tanto a la Provincia de la Iglesia de Colonia. Por consiguiente, la posibilidad de su coronación le habría sido arrebatada. Por lo tanto, Willigis podría haber planeado eludir esta decisión papal designando una nueva iglesia de coronación para los reyes alemanes: la nueva Catedral de Maguncia. De hecho, los dos siguientes reyes Enrique II y Conrado II también fueron coronados. (1024) también fueron coronados en la Catedral de Maguncia.
La iglesia San Esteban en Maguncia fue fundada en el año 990 por el arzobispo Willigis en la elevación más alta de la ciudad. El cliente era muy probablemente la viuda del emperador Teófano Skleraina. Willigis quería crear con ella el lugar de oración del imperio. Esto ya muestra la elección del nombre: Esteban originalmente significaba "corona" en el griego antiguo Στέφανος; "corona" ("la corona de la ciudad" o "la corona imperial").

### Carrera política
Paralelamente a su obispado, también ejerció cargos públicos y poseyó bienes en el Imperio. Fue el obispo de Meissen, Volkod, quien lo recomendó ante el emperador Otón I; y gracias a esto, Willigis ingresó a la corte imperial en el 971, ocupando el cargo de canciller de Alemania, siendo sucesor del hermano del emperador, el sacerdote Bruno de Colonia, fundador de los cartujos.
En el 975, fue elegido archicanciller del Sacro Imperio, por el emperador Otón II.